# Menjagrà de Lesson
El menjagrà de Lesson (Sporophila bouvronides) és un ocell de la família dels tràupids (Thraupidae).

## Hàbitat i distribució
Habita les sabanes, zones arbustives, praderies, vegetació secundària, especialment a prop de l'aigua, localment a les terres baixes de nord i est de Colòmbia, Veneçuela, Trinitat i Tobago, Guyana i Surinam. En hivern, cap al sud, fins l'est de l'Equador, nord-est del Perú i oest del Brasil amazònic